# Grand Prix-wegrace van San Marino 1987
De Grand Prix-wegrace van San Marino 1987 was de twaalfde Grand Prix van het wereldkampioenschap wegrace in het seizoen 1987. De races werden verreden op 30 augustus 1987 op het Circuito Internazionale Santa Monica bij Misano Adriatico aan de Adriatische Zee in Italië. Alle soloklasse kwamen aan de start, het seizoen van de zijspanklasse was al beëindigd. 

## Algemeen
Het circuit van Santa Monica bleek vooral geschikt voor de Yamaha's. Het Marlboro-team bezette zelfs in twee klassen de eerste startrij, waar in de 500cc-klasse alleen Randy Mamola zijn Lucky Strike-Yamaha tussen wist te zetten. De WK-leiders Wayne Gardner (500 cc) en Toni Mang (250 cc) konden in Misano niet overtuigen, maar ze reden op zeker om geen valpartij te riskeren. Net als op het Automotodrom Brno en Donington Park waren de teams aangenaam verrast door het circuit van Santa Monica. Het rennerskwartier was geasfalteerd en er waren goede toilet- en douchevoorzieningen. Voor 1988 waren er nog meer verbeteringen gepland: verlenging van het circuit, een nieuw start/finishgebouw en nieuwe pits.

## 500cc-klasse

### De training
In de 500cc-training merkten de Honda-rijders dat ze het vermogen op het korte en bochtige circuit niet kwijt konden. De Yamaha's profiteerden optimaal van hun betere stuurkwaliteiten, met Eddie Lawson, Randy Mamola, Tadahiko Taira en Rob McElnea op de eerste startrij. Ron Haslam reed weer met zijn ELF 4, maar brak bij een val in de training een botje in zijn linker voet. 

#### Trainingstijden
| Pos | Coureur             | Merk                        | Tijd    |
| --- | ------------------- | --------------------------- | ------- |
| 1.  | Eddie Lawson        | Agostini-Marlboro-Yamaha    | 1"18'99 |
| 2.  | Randy Mamola        | Roberts-Lucky Strike-Yamaha | 1"19'24 |
| 3.  | Tadahiko Taira      | Agostini-Marlboro-Yamaha    | 1"19'48 |
| 4.  | Rob McElnea         | Agostini-Marlboro-Yamaha    | 1"19'63 |
| 5.  | Wayne Gardner       | Rothmans-HRC-Honda          | 1"19'89 |
| 6.  | Freddie Spencer     | HRC-Honda                   | 1"19'93 |
| 7.  | Christian Sarron    | Gauloises-Sonauto-Yamaha    | 1"20'19 |
| 8.  | Pierfrancesco Chili | Gallina-HB-HRC-Honda        | 1"20'24 |
| 9.  | Didier de Radiguès  | Bastos-Cagiva               | 1"20'36 |
| 10. | Niall Mackenzie     | Gallina-HB-HRC-Honda        | 1"20'46 |

### De race
Tot nu toe had Randy Mamola alleen in regenraces geprofiteerd van het feit dat teammanager Kenny Roberts een contract met Dunlop had afgesloten. In Imola bleken de banden echter ook doorslaggevend te zijn. Nadat aanvankelijk het Marlboro-Yamaha-trio Eddie Lawson, Tadahiko Taira en Rob McElnea aan de leiding reed, sloot Mamola aan om al vrij snel een bedreiging te vormen voor Eddie Lawson. McElnea kwam ten val en Lawson, die al een keer dwars had gestaan, moest Mamola ook laten gaan. Wayne Gardner, die al de hele race last had van een doorslippend achterwiel, wist Taira te passeren en werd derde, ruim een halve minuut achter Mamola en Lawson. 

#### Eindstand 500cc-klasse
| Pos | Coureur           | Merk                        | Tijd      | Grid | Punten |
| --- | ----------------- | --------------------------- | --------- | ---- | ------ |
| 1   | Randy Mamola      | Roberts-Lucky Strike-Yamaha | 46"35'85  | 2    | 15     |
| 2   | Eddie Lawson      | Agostini-Marlboro-Yamaha    | +3'96     | 1    | 12     |
| 3   | Wayne Gardner     | Rothmans-HRC-Honda          | +34'83    | 5    | 10     |
| 4   | Tadahiko Taira    | Agostini-Marlboro-Yamaha    | +41'71    | 3    | 8      |
| 5   | Shunji Yatsushiro | Rothmans-HRC-Honda          | +1"01'75  | 12   | 6      |
| 6   | Roger Burnett     | Rothmans-HRC-Honda          | +1"02'19  | 11   | 5      |
| 7   | Niall Mackenzie   | Gallina-HB-HRC-Honda        | +1"02'37  | 10   | 4      |
| 8   | Christian Sarron  | Gauloises-Sonauto-Yamaha    | +1"02'69  | 7    | 3      |
| 9   | Gustav Reiner     | Hein Gericke-Honda          | +1 ronde  | 16   | 2      |
| 10  | Marco Gentile     | Lucky Strike-Fior-Honda     | +1 ronde  | 15   | 1      |
| 11  | Daniel Amatriaín  | Honda                       | +1 ronde  | 20   |        |
| 12  | Alessandro Valesi | Iberna-Honda                | +1 ronde  | 21   |        |
| 13  | Fabio Barchitta   | Honda                       | +1 ronde  | 25   |        |
| 14  | Ray Swann         | Honda                       | +1 ronde  | 27   |        |
| 15  | Bruno Kneubühler  | Honda                       | +1 ronde  | 23   |        |
| 16  | Manfred Fischer   | Honda                       | +2 ronden | 29   |        |
| 17  | Marco Papa        | Honda                       | +2 ronden | 24   |        |
| 18  | Simon Buckmaster  | Duckhams-Honda              | +2 ronden | 31   |        |
| 19  | Romolo Balbi      | Honda                       | +2 ronden | 34   |        |
| 20  | Karl Truchsess    | Honda                       | +2 ronden | 36   |        |
| 21  | Marco Marchesani  | Suzuki                      | +3 ronden | 33   |        |

#### Niet gefinished
| Coureur             | Merk                        | Oorzaak   | Grid |
| ------------------- | --------------------------- | --------- | ---- |
| Vittorio Scatola    | Paton                       |           | 26   |
| Richard Scott       | Roberts-Lucky Strike-Yamaha | Val       | 22   |
| Vittorio Gibertini  | Suzuki                      |           | 28   |
| Fabio Biliotti      | Honda                       |           | 18   |
| Didier de Radiguès  | Bastos-Cagiva               | Opgave    | 9    |
| Leandro Becheroni   | Suzuki                      |           | 32   |
| Kenny Irons         | Heron-Suzuki                |           | 14   |
| Wolfgang von Muralt | Suzuki                      |           | 30   |
| Massimo Broccoli    | Honda                       |           | 17   |
| Rob McElnea         | Agostini-Marlboro-Yamaha    | Val       | 4    |
| Silvo Habat         | Honda                       |           | 35   |
| Ron Haslam          | ELF                         | Opgave    | 19   |
| Raymond Roche       | Bastos-Cagiva               | Koppeling | 13   |
| Freddie Spencer     | HRC-Honda                   | Val       | 6    |
| Pierfrancesco Chili | Gallina-HB-HRC-Honda        | Val       | 8    |

#### Niet gekwalificeerd
| Coureur           | Merk   |
| ----------------- | ------ |
| Ari Rämö          | Honda  |
| Josef Doppler     | Honda  |
| Claus Wulff       | Honda  |
| Gerold Fischer    | Honda  |
| Andreas Leuthe    | Honda  |
| Larry Vacondio    | Suzuki |
| Vincenzo Cascino  | Honda  |
| Thierry Rapicault | Fior   |
| Georg Jung        | Honda  |

#### Niet deelgenomen
| Coureur         | Merk      | Oorzaak |
| --------------- | --------- | ------- |
| Maarten Duyzers | HDJ-Honda |         |

### Top tien tussenstand 500cc-klasse
| Pos | Coureur             | Merk                        | Ptn |
| --- | ------------------- | --------------------------- | --- |
| 1   | Wayne Gardner       | Rothmans-HRC-Honda          | 145 |
| 2   | Randy Mamola        | Roberts-Lucky Strike-Yamaha | 124 |
| 3   | Eddie Lawson        | Agostini-Marlboro-Yamaha    | 115 |
| 4   | Ron Haslam          | ELF-HRC-Honda / ELF         | 69  |
| 5   | Niall Mackenzie     | Gallina-HB-HRC-Honda        | 49  |
| 5   | Tadahiko Taira      | Agostini-Marlboro-Yamaha    | 49  |
| 7   | Christian Sarron    | Gauloises-Sonauto-Yamaha    | 40  |
| 8   | Pierfrancesco Chili | Gallina-HB-HRC-Honda        | 39  |
| 8   | Rob McElnea         | Agostini-Marlboro-Yamaha    | 39  |
| 10  | Roger Burnett       | Rothmans-HRC-Honda          | 25  |

## 250cc-klasse

### De training
Net als in de 500cc-klasse hadden de Honda-250cc-coureurs het moeilijk. Luca Cadalora zette de snelste trainingstijd, voor teamgenoot Martin Wimmer en Aprilia-rijder Loris Reggiani. Dominique Sarron was de beste Honda-rijder, maar achter hem stonden Reinhold Roth en Iván Palazzese met zijn privé-Yamaha TZ 250. 

#### Trainingstijden
| Pos | Coureur          | Merk                         | Tijd    |
| --- | ---------------- | ---------------------------- | ------- |
| 1.  | Luca Cadalora    | Agostini-Marlboro-Yamaha     | 1"21'78 |
| 2.  | Martin Wimmer    | Agostini-Marlboro-Yamaha     | 1"21'90 |
| 3.  | Loris Reggiani   | Aprilia-Rotax                | 1"21'93 |
| 4.  | Dominique Sarron | Rothmans-HRC-Honda           | 1"22'03 |
| 5.  | Reinhold Roth    | HB-Römer-HRC-Honda           | 1"22'08 |
| 6.  | Iván Palazzese   | Yamaha                       | 1"22'16 |
| 7.  | Patrick Igoa     | Gauloises-Sonauto-Yamaha     | 1"22'23 |
| 8.  | Juan Garriga     | Ducados-Yamaha               | 1"22'25 |
| 9.  | Maurizio Vitali  | FMI-Garelli                  | 1"22'26 |
| 10. | Stéphane Mertens | Katayama-Armstrong-HRC-Honda | 1"22'33 |

### De race
Binnen een ronde verdrong Loris Reggiani Reinhold Roth van de koppositie en vervolgens liep hij weg van een achtervolgende groep van twaalf man, waaronder Toni Mang, Martin Wimmer, Sito Pons en Dominique Sarron. De slecht gestarte Luca Cadalora wist na een sterke inhaalrace ook nog aan te sluiten. Cadalora wist zelfs de hele groep te passeren, maar hij kon Reggiani niet meer bereiken. In de laatste ronde vielen nog enkele beslissingen: Sito Pons nam de derde plaats over van Dominique Sarron en Martin Wimmer profiteerde van een schakelfout van Toni Mang en werd vijfde. 

#### Eindstand 250cc-klasse
| Pos | Coureur              | Merk                           | Tijd     | Grid | Punten |
| --- | -------------------- | ------------------------------ | -------- | ---- | ------ |
| 1   | Loris Reggiani       | Aprilia-Rotax                  | 41"21'58 | 3    | 15     |
| 2   | Luca Cadalora        | Agostini-Marlboro-Yamaha       | +7'89    | 1    | 12     |
| 3   | Sito Pons            | Campsa-HRC-Honda               | +11'06   | 14   | 10     |
| 4   | Dominique Sarron     | Rothmans-HRC-Honda             | +11'42   | 4    | 8      |
| 5   | Martin Wimmer        | Agostini-Marlboro-Yamaha       | +12'18   | 2    | 6      |
| 6   | Toni Mang            | Rothmans-HRC-Honda-Deutschland | +12'32   | 12   | 5      |
| 7   | Juan Garriga         | Ducados-Yamaha                 | +12'53   | 8    | 4      |
| 8   | Manfred Herweh       | Levior-Honda                   | +13'47   | 15   | 3      |
| 9   | Reinhold Roth        | HB-Römer-HRC-Honda             | +13'69   | 5    | 2      |
| 10  | Patrick Igoa         | Gauloises-Sonauto-Yamaha       | +14'05   | 7    | 1      |
| 11  | Maurizio Vitali      | FMI-Garelli                    | +14'26   | 9    |        |
| 12  | Iván Palazzese       | Yamaha                         | +19'07   | 6    |        |
| 13  | Stéphane Mertens     | Katayama-Armstrong-HRC-Honda   | +19'33   | 10   |        |
| 14  | Urs Lüzi             | Parisienne-HRC-Honda           | +27'66   | 19   |        |
| 15  | Donnie McLeod        | EMC-Rotax                      | +33'44   | 16   |        |
| 16  | Jean-Michel Mattioli | Yamaha                         | +33'87   | 17   |        |
| 17  | Marcellino Lucchi    | Honda                          | +48'22   | 13   |        |
| 18  | Guy Bertin           | Honda                          | +48'39   | 22   |        |
| 19  | Marcello Iannetta    | Yamaha                         | +48'72   | 28   |        |
| 20  | Fausto Ricci         | Honda                          | +50'32   | 23   |        |
| 21  | Jean-Philippe Ruggia | Gauloises-Sonauto-Yamaha       | +50'54   | 25   |        |
| 22  | Massimo Matteoni     | Honda                          | +55'99   | 20   |        |
| 23  | René Delaby          | Yamaha                         | +1"04'34 | 24   |        |
| 24  | Harald Eckl          | Honda                          | +1"08'94 | 21   |        |
| 25  | Christian Boudinot   | Fior                           | +1"15'09 | 29   |        |
| 26  | Bruno Bonhuil        | Honda                          | +1"21'84 | 32   |        |
| 27  | Gary Cowan           | Honda                          | +1 ronde | 26   |        |
| 28  | Alberto Rota         | Honda                          | +1 ronde | 33   |        |
| 29  | Renzo Colleoni       | Honda                          | +1 ronde | 34   |        |

#### Niet gefinished
| Coureur             | Merk                    | Oorzaak | Grid |
| ------------------- | ----------------------- | ------- | ---- |
| Carlos Cardús       | Nieto-Ducados-HRC-Honda | Opgave  | 11   |
| Stefano Caracchi    | Honda                   |         | 18   |
| Jean-François Baldé | Honda                   |         | 27   |
| Jean Foray          | Honda                   |         | 30   |
| Jochen Schmid       | Yamaha                  |         | 31   |
| Andrea Brasini      | Honda                   |         | 36   |

#### Niet gestart
| Coureur      | Merk   | Grid |
| ------------ | ------ | ---- |
| Antonio Neto | Yamaha | 35   |

#### Niet gekwalificeerd
| Coureur                | Merk      |
| ---------------------- | --------- |
| Bernard Haenggeli      | Yamaha    |
| Graham Singer          | Rotax     |
| Javier Cardelús        | Honda     |
| Kevin Mitchell         | Yamaha    |
| Hans Lindner           | Honda     |
| Englebert Neumair      | Rotax     |
| Takayoshi Yamamoto     | Yamaha    |
| Nedy Crotta            | Armstrong |
| Hervé Duffard          | Honda     |
| Janez Stefanec         | Honda     |
| Jean-Louis Guignabodet | Honda     |

#### Niet deelgenomen
| Coureur       | Merk                 | Oorzaak   |
| ------------- | -------------------- | --------- |
| Jacques Cornu | Parisienne-HRC-Honda | Blessures |
| Carlos Lavado | HB-Venemotos-Yamaha  | Blessure  |

### Top tien tussenstand 250cc-klasse
| Pos | Coureur          | Merk                           | Ptn |
| --- | ---------------- | ------------------------------ | --- |
| 1   | Toni Mang        | Rothmans-HRC-Honda Deutschland | 117 |
| 2   | Reinhold Roth    | HB-Römer-HRC-Honda             | 91  |
| 3   | Sito Pons        | Campsa-HRC-Honda               | 75  |
| 4   | Dominique Sarron | Rothmans-HRC-Honda             | 67  |
| 5   | Loris Reggiani   | Aprilia-Rotax                  | 65  |
| 6   | Carlos Cardús    | Nieto-Ducados-HRC-Honda        | 54  |
| 7   | Martin Wimmer    | Agostini-Marlboro-Yamaha       | 51  |
| 8   | Jacques Cornu    | Parisienne-HRC-Honda           | 50  |
| 9   | Luca Cadalora    | Agostini-Marlboro-Yamaha       | 48  |
| 10  | Carlos Lavado    | HB-Venemotos-Yamaha            | 38  |

## 125cc-klasse

### De training
Voor Garelli was de Grand Prix van San Marino slechts een formaliteit, omdat Fausto Gresini al wereldkampioen was, maar uiteraard wilde het merk in deze thuisrace goed presteren. Dat kwam in gevaar omdat zowel Gresini als Bruno Casanova ten val kwamen en allebei hun rechter enkel blesseerden. Voor Casanova betekende dit dat hij niet mocht starten. 

#### Trainingstijden
| Pos | Coureur            | Merk               | Tijd    |
| --- | ------------------ | ------------------ | ------- |
| 1.  | Fausto Gresini     | FMI-Garelli        | 1"25'04 |
| 2.  | Paolo Casoli       | Pileri-AGV-LCR-MBA | 1"25'34 |
| 3.  | Bruno Casanova     | FMI-Garelli        | 1"25'66 |
| 4.  | Pier Paolo Bianchi | MBA                | 1"25'71 |
| 5.  | August Auinger     | Bartol-MBA         | 1"26'58 |
| 6.  | Lucio Pietroniro   | Johnson-MBA        | 1"26'73 |
| 7.  | Domenico Brigaglia | Pileri-AGV-LCR-MBA | 1"26'92 |
| 8.  | Ezio Gianola       | FMI-Honda          | 1"27'30 |
| 9.  | Mike Leitner       | MBA                | 1"27'44 |
| 10. | Willy Pérez        | MBA                | 1"27'72 |

### De race
August Auinger was nog niet helemaal hersteld van de blessures die hij in juli had opgelopen tijdens de Internationale Rundstreckenrennen op de Salzburgring, maar hij startte vanaf de vijfde startplaats. In de race was Fausto Gresini niet te houden. Hij reed meteen weg en won zijn tiende race van het seizoen met een halve minuut voorsprong. Auinger lag lang op de vierde plaats, maar profiteerde van fouten van Pier Paolo Bianchi en Paolo Casoli. Bianchi viel en Casoli reed het gras in, maar kon zijn weg vervolgen en werd derde. Twee bochten voor het einde werd Andrés Sánchez getorpedeerd door Lucio Pietroniro waardoor Ezio Gianola en Mike Leitner opschoven naar de vierde en de vijfde plaats. Gresini was nu tien wedstrijden ongeslagen.

#### Eindstand 125cc-klasse
| Pos | Coureur            | Merk                   | Tijd      | Grid | Punten |
| --- | ------------------ | ---------------------- | --------- | ---- | ------ |
| 1   | Fausto Gresini     | FMI-Garelli            | 38"36'20  | 1    | 15     |
| 2   | August Auinger     | Bartol-MBA             | +33'14    | 5    | 12     |
| 3   | Paolo Casoli       | Pileri-AGV-LCR-MBA     | +42'85    | 2    | 10     |
| 4   | Ezio Gianola       | FMI-Honda              | +1"06'06  | 8    | 8      |
| 5   | Mike Leitner       | MBA                    | +1"12'15  | 9    | 6      |
| 6   | Lucio Pietroniro   | Johnson-MBA            | +1"12'65  | 6    | 5      |
| 7   | Andrés Sánchez     | Pileri-Ducados-LCR-MBA | +2"08'97  | 12   | 4      |
| 8   | Gastone Grassetti  | MBA                    | +1 ronde  | 16   | 3      |
| 9   | Håkan Olsson       | Starol                 | +1 ronde  | 20   | 2      |
| 10  | Norbert Peschke    | Seel                   | +1 ronde  | 14   | 1      |
| 11  | Olivier Liégeois   | Assmex-MBA             | +1 ronde  | 13   |        |
| 12  | Jussi Hautaniemi   | MBA                    | +1 ronde  | 19   |        |
| 13  | Willy Pérez        | MBA                    | +1 ronde  | 10   |        |
| 14  | Flemming Kistrup   | MBA                    | +1 ronde  | 23   |        |
| 15  | Bady Hassaine      | MBA                    | +1 ronde  | 21   |        |
| 16  | Jean-Claude Selini | MBA                    | +1 ronde  | 18   |        |
| 17  | Claudio Macciotta  | MBA                    | +1 ronde  | 31   |        |
| 18  | Pier Paolo Bianchi | MBA                    | +1 ronde  | 4    |        |
| 19  | Robin Appleyard    | MBA                    | +1 ronde  | 36   |        |
| 20  | Jacques Hutteau    | MBA                    | +1 ronde  | 35   |        |
| 21  | Iván Troisi        | MBA                    | +1 ronde  | 11   |        |
| 22  | Luciano Garagnani  | MBA                    | +1 ronde  | 26   |        |
| 23  | Emilio Cuppini     | Honda                  | +1 ronde  | 22   |        |
| 24  | Manuel Hernández   | Beneti                 | +1 ronde  | 30   |        |
| 25  | Heinz Litz         | MBA                    | +1 ronde  | 34   |        |
| 26  | Peter Sommer       | MBA                    | +2 ronden | 25   |        |

#### Niet gefinished
| Coureur            | Merk               | Oorzaak | Grid |
| ------------------ | ------------------ | ------- | ---- |
| Johnny Wickström   | MBA                |         | 15   |
| Thierry Feuz       | MBA                |         | 17   |
| Allan Scott        | EMC-Rotax          |         | 24   |
| Marco Cipriani     | MBA                |         | 27   |
| Domenico Brigaglia | Pileri-AGV-LCR-MBA |         | 7    |
| Hubert Abold       | Honda              |         | 28   |
| Stefano Bianchi    | MBA                |         | 29   |
| Esa Kytölä         | MBA                |         | 32   |
| Adi Stadler        | MBA                |         | 33   |

#### Niet gestart
| Coureur        | Merk        | Grid |
| -------------- | ----------- | ---- |
| Bruno Casanova | FMI-Garelli | 3    |

#### Niet gekwalificeerd
| Coureur                | Merk      |
| ---------------------- | --------- |
| Robin Milton           | MBA       |
| Heinz Lüthi            | Honda     |
| Paul Bordes            | MBA       |
| Marco Pirani           | Ballen    |
| Roberto Dova           | EMC-Rotax |
| Ian McConnachie        | MBA       |
| Taru Rinne             | MBA       |
| Nicolas Gonzales       | MBA       |
| Vincenzo Sblendorio    | Mancini   |
| Karl Dauer             | MBA       |
| Thomas Møller-Pedersen | MBA       |
| Christian Le Badezet   | MBA       |

### Top tien tussenstand 125cc-klasse
| Pos | Coureur                         | Merk                   | Ptn |
| --- | ------------------------------- | ---------------------- | --- |
| 1   | Fausto Gresini (wereldkampioen) | FMI-Garelli            | 150 |
| 2   | Bruno Casanova                  | FMI-Garelli            | 88  |
| 3   | August Auinger                  | Bartol-MBA             | 54  |
| 4   | Domenico Brigaglia              | Pileri-AGV-LCR-MBA     | 46  |
| 4   | Paolo Casoli                    | Pileri-AGV-LCR-MBA     | 46  |
| 6   | Pier Paolo Bianchi              | MBA                    | 43  |
| 7   | Andrés Sánchez                  | Pileri-Ducados-LCR-MBA | 40  |
| 8   | Ezio Gianola                    | FMI-Honda              | 39  |
| 9   | Mike Leitner                    | MBA                    | 24  |
| 10  | Lucio Pietroniro                | Johnson-MBA            | 22  |

## 80cc-klasse

### De training
In de 80cc-training waren er weer geen verrassingen, met beide Derbi-fabriekscoureurs op de eerste twee startplaatsen. 

#### Trainingstijden
| Pos | Coureur            | Merk                | Tijd    |
| --- | ------------------ | ------------------- | ------- |
| 1.  | Jorge Martínez     | Nieto-Ducados-Derbi | 1"29'58 |
| 2.  | Manuel Herreros    | Nieto-Ducados-Derbi | 1"30'89 |
| 3.  | Stefan Dörflinger  | LCR-Krauser         | 1"30'98 |
| 4.  | Ian McConnachie    | LCR-Krauser         | 1"31'47 |
| 5.  | Hubert Abold       | Krauser             | 1"32'69 |
| 6.  | Luis Miguel Reyes  | Campsa-Autisa       | 1"32'76 |
| 7.  | Giuseppe Ascareggi | BBFT                | 1"32.87 |
| 8.  | Hans Spaan         | JVC-HuVo-Casal      | 1"33'24 |
| 9.  | Gerhard Waibel     | LCR-Krauser         | 1"33'30 |
| 10. | Alex Barros        | Arbizu-Casal        | 1"33'54 |

### De race
Voor het eerst in het seizoen haalde Jorge Martínez de finish niet. Na drie vastlopers gaf hij na acht ronden op. Even later deed Luis Miguel Reyes dat ook en bestond de kopgroep nog slechts uit vier man: Manuel Herreros, Stefan Dörflinger, Gerhard Waibel en Ian McConnachie. Herreros had dit keer de snelste Derbi gekregen, omdat Martínez al wereldkampioen was maar Herreros' tweede positie nog werd bedreigd door Gerhard Waibel. Herreros was dan ook niet bij te houden en won voor Dörflinger. Doordat Waibel een schakelfout maakte wist McConnachie hem met een honderdste seconde te verslaan. Daarmee snoepte hij teamgenoot Waibel wel twee punten af, waardoor Herreros inderdaad op de tweede plaats in de ranglijst kwam te staan. 

#### Eindstand 80cc-klasse
| Pos | Coureur            | Merk                | Tijd      | Grid | Punten |
| --- | ------------------ | ------------------- | --------- | ---- | ------ |
| 1   | Manuel Herreros    | Nieto-Ducados-Derbi | 32"05'36  | 2    | 15     |
| 2   | Stefan Dörflinger  | LCR-Krauser         | +3'68     | 3    | 12     |
| 3   | Ian McConnachie    | LCR-Krauser         | +11'61    | 4    | 10     |
| 4   | Gerhard Waibel     | LCR-Krauser         | +11'62    | 9    | 8      |
| 5   | Jörg Seel          | Seel                | +25'41    | 12   | 6      |
| 6   | Giuseppe Ascareggi | BBFT                | +26'50    | 7    | 5      |
| 7   | Alex Barros        | Arbizu-Casal        | +27'07    | 10   | 4      |
| 8   | Hans Spaan         | JVC-HuVo-Casal      | +29'87    | 8    | 3      |
| 9   | Herri Torrontegui  | JJ Cobas-Rotax      | +59'26    | 20   | 2      |
| 10  | Peter Öttl         | Krauser             | +59'57    | 16   | 1      |
| 11  | Salvatore Milano   | Krauser             | +59'88    | 14   |        |
| 12  | Juhász Károly      | Krauser             | +1"04'46  | 11   |        |
| 13  | Reiner Koster      | Kroko               | +1"16'05  | 19   |        |
| 14  | Heinz Paschen      | Casal               | +1"29'35  | 25   |        |
| 15  | Theo Timmer        | JVC-HuVo-Casal      | +1"30'18  | 17   |        |
| 16  | Günter Schirnhofer | Krauser             | +1 ronde  | 27   |        |
| 17  | Josef Fischer      | Krauser             | +1 ronde  | 13   |        |
| 18  | Wilco Zeelenberg   | Casal               | +1 ronde  | 24   |        |
| 19  | Serge Julin        | Casal               | +1 ronde  | 25   |        |
| 20  | Otto Machinek      | H&M                 | +1 ronde  | 30   |        |
| 21  | Mario Stocco       | Faccioli            | +1 ronde  | 33   |        |
| 22  | Raimo Lipponen     | Krauser             | +1 ronde  | 32   |        |
| 23  | Lionel Robert      | SPR                 | +1 ronde  | 35   |        |
| 24  | Rainer Kunz        | Kroko               | +2 ronden | 22   |        |
| 25  | Chris Baert        | Seel                | +2 ronden | 28   |        |

#### Niet gefinished
| Coureur            | Merk                | Oorzaak   | Grid |
| ------------------ | ------------------- | --------- | ---- |
| Hubert Abold       | Krauser             |           | 5    |
| Paolo Priori       | Krauser             |           | 15   |
| Luis Miguel Reyes  | Campsa-Autisa       |           | 6    |
| Jorge Martínez     | Nieto-Ducados-Derbi | Vastloper | 1    |
| Stuart Edwards     | Casal               |           | 37   |
| Juan Ramón Bolart  | Autisa              |           | 18   |
| Paul Bordes        | RB                  |           | 29   |
| Mario Scalinci     | HuVo-Casal          |           | 34   |
| Thomas Engl        | Esch                |           | 31   |
| Giuliano Tabanelli | UFO                 |           | 36   |

#### Niet gestart
| Coureur     | Merk    | Grid |
| ----------- | ------- | ---- |
| René Dünki  | Krauser | 21   |
| Richard Bay | Ziegler | 23   |

#### Niet gekwalificeerd
| Coureur         | Merk           |
| --------------- | -------------- |
| Felix Rodriguez | JJ Cobas-Rotax |
| Paolo Scappini  | Unimoto        |
| Nicola Casadei  | Casal          |

### Top tien tussenstand 80cc-klasse
| Pos | Coureur                         | Merk                | Ptn |
| --- | ------------------------------- | ------------------- | --- |
| 1   | Jorge Martínez (wereldkampioen) | Nieto-Ducados-Derbi | 114 |
| 2   | Manuel Herreros                 | Nieto-Ducados-Derbi | 74  |
| 3   | Gerhard Waibel                  | LCR-Krauser         | 72  |
| 4   | Stefan Dörflinger               | LCR-Krauser         | 69  |
| 5   | Ian McConnachie                 | LCR-Krauser         | 53  |
| 6   | Jörg Seel                       | Seel                | 33  |
| 7   | Luis Miguel Reyes               | Campsa-Autisa       | 31  |
| 8   | Hubert Abold                    | Krauser             | 25  |
| 9   | Josef Fischer                   | LCR-Krauser         | 19  |
| 10  | Julián Miralles                 | Marlboro-Derbi      | 16  |

## Trivia

### Volgend jaar?
De coureurs en de teams wilden in het seizoen 1988 best terugkeren naar het vernieuwde Autodromo Santa Monica, maar de GP van San Marino stond in dat seizoen nog slechts als reserve op de FIM-kalender. Het Autodromo Enzo e Dino Ferrari in Imola was nog niet goedgekeurd, Mugello had financiële problemen en Monza was verouderd. Santa Monica was dus het beste Italiaanse circuit en werd in 1988 "ingepikt" voor de GP des Nations. De GP van San Marino keerde pas in 1991 terug, op Mugello.
1981 · 1982 · 1983 · 1984 · 1985 · 1986 · 1987 · 1991 · 1993 · 2007 · 2008 · 2009 · 2010 · 2011 · 2012 · 2013 · 2014 · 2015 · 2016 · 2017 · 2018 · 2019 · 2020 · 2021 · 2022 · 2023 · 2024 · 2025